# Санфілд (Мічиган)
Санфілд (англ. Sunfield) — селище (англ. village) в США, в окрузі Ітон штату Мічиган. Населення — 518 осіб (2020).

## Географія
Санфілд розташований за координатами 42°45′41″ пн. ш. 84°59′42″ зх. д. / 42.76139° пн. ш. 84.99500° зх. д. (42.761433, -84.995098).  За даними Бюро перепису населення США в 2010 році селище мало площу 2,07 км², уся площа — суходіл.

## Демографія
Згідно з переписом 2010 року, у селищі мешкало 578 осіб у 215 домогосподарствах у складі 148 родин. Густота населення становила 280 осіб/км².  Було 241 помешкання (117/км²).
Расовий склад населення:
| - 96,7 % — білих - 0,2 % — азіатів - 1,4 % — осіб інших рас |

До двох чи більше рас належало 1,7 %. Частка іспаномовних становила 3,6 % від усіх жителів.
За віковим діапазоном населення розподілялося таким чином: 31,3 % — особи молодші 18 років, 58,5 % — особи у віці 18—64 років, 10,2 % — особи у віці 65 років та старші. Медіана віку мешканця становила 32,4 року. На 100 осіб жіночої статі у селищі припадало 78,4 чоловіків;  на 100 жінок у віці від 18 років та старших — 77,2 чоловіків також старших 18 років.
Середній дохід на одне домашнє господарство  становив 51 184 долари США (медіана — 45 455), а середній дохід на одну сім'ю — 55 384 долари (медіана — 47 589). Медіана доходів становила 47 031 долар для чоловіків та 36 364 долари для жінок. За межею бідності перебувало 10,4 % осіб, у тому числі 6,4 % дітей у віці до 18 років та 4,1 % осіб у віці 65 років та старших.
Цивільне працевлаштоване населення становило 289 осіб. Основні галузі зайнятості: роздрібна торгівля — 22,8 %, освіта, охорона здоров'я та соціальна допомога — 18,3 %, будівництво — 15,2 %, виробництво — 14,5 %.